# 丰满新园蛛
丰满新园蛛（学名：Neoscona punctigera），又名茶色姬鬼蛛，为园蛛科新园蛛属的动物。分布于印度至巴布亚新几内亚、所罗门、澳大利亚、日本、古巴、台灣以及中国大陆的四川、山西、陕西、安徽、湖南、福建、广东、河南、广西等地，常见于林缘及农田，布网于森林边缘及附近农田边缘以及白昼多隐慝于附近树叶里。